# Смирной, Роман Титов
Рома́н Тито́в сын Смирно́й (рус. дореф. Романъ Титовъ сынъ Смирной; конец XVII — начало XVIII веков) — государственный деятель Русского государства и Российской империи. Подробности биографии неизвестны. Впервые упоминается 15 июля 1684 года в качестве московского подьячего Государевой мастерской палаты. С 1688/1689 по 1717 годы — дьяк Казённого приказа. В 1719 году упоминается как один из участников проводимой переписи царской казны.